# HD 104985
HD 104985，大理增二 (Tonatiuh) 是一顆黃巨星，位於鹿豹座，視星等為5.797，質量為太陽的1.5倍。
2003年，日本天文學家佐藤文衛、安藤裕康等人發現該恆星有一顆質量為木星6.3倍的行星環繞恆星運行，編號為HD 104985b。它距離恆星0.78天文單位，公轉週期198.2天。
HD 104985b也是首個由日本學者發現的行星。

## 相關網站
- HD 104985 (Extrasolar Planets Encyclopedia)
- HD 104985 (SIMBAD)